# فرانك ألين (فيزيائي)
فرانك ألين (بالإنجليزية: Frank Allen)‏ هو فيزيائي أمريكي وكندي، ولد في 1874 في مدوكتيك في كندا، وتوفي في 19 نوفمبر 1965.